# Akodon mollis
Akodon mollis је врста глодара из породице хрчкова (лат. Cricetidae). 

## Распрострањење
Ареал врсте је ограничен на две државе. Перу и Еквадор су једино позната природно станишта врсте.

## Станиште
Станишта врсте су жбунаста вегетација и травна вегетација. 

## Угроженост
Ова врста је наведена као последња брига, јер има широко распрострањење и честа је врста.